# Cacahoatán
Cacahoatán é um município do estado do Chiapas, no México. A população do município calculada no censo 2005 era de 40.975 habitantes.